# Finnö djupet
Finnö djupet är en fjärd i Finland. Den ligger i landskapet Egentliga Finland, i den sydvästra delen av landet, 190 km väster om huvudstaden Helsingfors.
Finnö djupet ligger mellan Finnö och Käldersö i Korpo och Volot och Häplot i Houtskär. Den ansluter till Lövskärs fjärden i sydväst och Kyrkfjärden i nordöst.